# 떼 지능
떼 지능(swarm intelligence; 약자: SI)은 분산된 집단적 행동과 자기조직시스템에 기반을 둔 인공지능이다. 이 표현은 1989년에 제라도 베니(Gerado Beni)와 징 왕(Jing Wang)이 발표한 셀룰라 로봇 시스템(cellular robotic system)의 내용에서 처음 사용되었다.
떼 지능 시스템은 다른 개체와 환경에 국지적으로 상호작용하는 간단한 개체로 만들어진 시스템이다. 각 개체의 행동을 지시하는 중앙통제구조가 없더라도 각 개체는 아주 간단한 규칙을 따라 행동하여, 전체 규칙을 이해하지 못하면서도, 국지적이고, 어느정도는 무작위한 상호작용을 통해 "지능적으로 보이는" 전체행동을 창발적으로 이끌어낸다. 자연에서 발견할 수 있는 떼 지능의 예로는 개미 집단, 조류 집단비행, 포유동물 무리, 박테리아의 증식, 어군(漁群)의 모임, 꿀벌 집단 등이 있다.
떼 지능의 원리를 로봇에 적용시킨 것을 '떼 로봇공학(Swarm robotics)'이라 부르는데, '떼 지능'은 적용보다는 보편적인 알고리즘들을 다룬다. '떼 예측(Swarm prediction)'은 문제 예측의 맥락에서 사용되어 왔다.

## 같이 보기
- 세포 자동자
- 차분 진화
- 진화 연산
- 언어
- 개미학
- 정족수 감지
- 강화 학습